# Cratere Wokolo
Wokolo è un cratere sulla superficie di Umbriel.